# Axiata
Axiata est une entreprise de télécommunication basée à Kuala Lumpur en Malaisie. Axiata est présent en Malaisie, en Indonésie, au Sri Lanka, au Cambodge et de manière minoritaire à Singapour et en Inde.

## Histoire
Le 21 décembre 2015, TeliaSonera annonce de la cession de sa participation de plus de 60 % dans l'opérateur népalais Ncell à Axiata pour 948 millions d'euros.
En avril 2021, Axiata et Telenor annoncent être en discussion pour regrouper leur activité en Malaisie à savoir respectivement leur filiale Celcom et DiGi, pour créer un nouvel ensemble nommé Celcom Digi.